# Гісарський заповідник
Гіса́рський запові́дник, повна офіційна назва Гіса́рський держа́вний запові́дник (узб. Hisor davlat qo‘riqxonasi) — природоохоронна територія, розташована в Узбекистані на теренах Кашкадар'їнської області. Заснована 9 вересня 1983 року. Площа охоронюваної зони становить 80 986,1 га, за розмірами це найбільший природний заповідник в Центральній Азії. Заповідник створений задля охорони природних комплексів Гісаро-Алаю: найбільшого в країні льодовика Сєверцова, водозбірного басейну верхів'їв Кашкадар'ї, флори і фауни арчевих лісів.
Флора Гісарського заповідника налічує 910 видів вищих рослин, з яких 250 становлять лікарські та харчові рослини, 80 — ендемічні представники флори Паміро-Алаю, 30 — рідкісні види, занесені до Червоної книги Узбекистану. Фауна Гісарського заповідника включає ссавців 32 види, птахів — 215, плазунів і земноводних разом узятих — 19 видів, риб — 2, безхребетних 950 видів. З числа цих тварин 10 видів ссавців, 17 видів птахів, 1 вид риб та 6 видів комах занесені до Червоної книги Узбекистану, 5 видів місцевих тварин перебувають у Червоному списку Міжнародного союзу охорони природи.
Гісарський заповідник відомий мальовничими краєвидами, карстовими плато з різноманітними порожнинами, видовищними гірськими озерами і водоспадами. На його території розташовано близько десятка пам'яток природи і декілька історичних об'єктів, в тому числі печера Аміра Тимура (Тамерлана), священна гора Хазрет-Султан, інші об'єкти паломництва мусульман. Гісарський заповідник належить до числа важливих об'єктів культурного, екологічного, релігійного туризму.

## Історія
Значна частина території Узбекистану — це рівнини пустельного і напівпустельного типу, тому гірські області з притаманною їм багатою флорою і фауною становлять особливу наукову, природоохоронну та гідрологічну цінність. З огляду на це в 1975 році у відрогах Гісаро-Алаю був створений Кизилсуський горно-арчевий заповідник. До його охоронюваної зони увійшли унікальні масиви арчевих лісів, чия рослинність і тваринний світ до цього часу потерпали від нищівної експлуатації. А в 1976 році неподалік Кизилсуського з'явився ще один заповідник — Міракинський. До його завдань входила охорона найбільшого в Узбекистані льодовика Сєверцова та верхів'їв річки Кашкадар'ї, яка своїми водами живила Шахрисабзько-Кулябську і Яккабазьку оази, а крім них, ще й Каршинський степ — важливий район садівництва і рослинництва.
Обидва заповідники мали невеликі площі, а це перешкоджало повноцінному виконанню природоохоронних функцій, тому 9 вересня 1983 року їх об'єднали в Гісарський заповідник, чия площа на той момент дорівнювала 76 889 га. Нова природоохоронна територія мала розширений перелік завдань: тепер у Гісарському заповіднику охороняли весь природний комплекс Гісаро-Алаю. А проте через високу небезпеку браконьєрства охорона арчевих лісів залишалась пріоритетною. Деякий час це навіть було відображено в назві установи — Гіса́рський держа́вний го́рно-арче́вий запові́дник. Пізніше назву скоротили, а охоронювану територію трохи збільшили. Станом на 2020 рік вона дорівнює 80 986,1 га. 18 лютого 2020 року навколо найбільш відвідуваних туристами природних пам'яток заповідника (гори Хазрет-Султан, водоспаду Сувтушар, печери Аміра Тимура) встановлено додаткову охоронну зону загальною площею 2000 га. Адміністрація заповідника підпорядкована Державному комітету з охорони природи.

## Клімат
Терени Гісарського заповідника лежать в одному з найтепліших регіонів Центральної Азії, який відносять до кліматичної зони сухих субтропіків. Достатньо сказати, що середньорічна температура повітря в найближчому до його кордонів місті, Шахрисабзі, становить +16 °C, а максимальна зафіксована на рівні +50 °C. Водночас клімат у самому заповіднику високогірний з істотними відмінностями температурних показників залежно від висоти того чи іншого поясу. В цілому клімат на його території різко континентальний з помірно холодною вологою зимою, тривалою дощовою весною і дуже спекотним і посушливим літом.
На найнижчих ділянках заповідної території середньорічна температура становить +14 °C, середня температура найхолоднішого місяця — січня — переходить за позначку в 0 °C у мінусову зону. Середня температура найтеплішого місяця — липня — становить близько +30 °C. Температурні екстремуми, зафіксовані в низькогір'ях, дорівнюють, відповідно –25 °C в січні та +38…+40 °C в липні. На висотах 1800—2400 м сума активних температур перевищує 3000—3500 °C. Тривалість безморозного періоду в цьому поясі не більше 200 днів. На висотах 3200—3400 м середньорічна температура повітря падає нижче відмітки в +5 °C, а середні температури навіть найтепліших місяців (липня, серпня) не перевищують +10 °C. Безморозний період з температурами вищими за +5 °C триває тут лише 50—100 днів. Снігова лінія у Гісарському заповіднику пролягає на висоті 4100 м, однак і нижче неї іноді трапляються невеликі льодовики і сніжники, що не тануть влітку.
Вологозабезпеченість Гісарського заповідника обумовлена двома географічними особливостями: по-перше, його приналежністю до гірської зони, завдяки чому над його територією випадає багато опадів; по-друге, розташуванням в глибині континенту, через що вони розподіляються по сезонах року й висотних поясах вкрай нерівномірно. Середньорічна кількість опадів у Гісарському заповіднику коливається від 550 до 750 мм, причому вона збільшується разом із висотою. З цієї суми 64 % випадає в холодний період року. Зима в нижньому гірському поясі триває 2—2,5 місяці, у високогір'ях — значно довше. В теплий сезон більшість опадів у нижньому гірському поясі припадає на місяці з відносно невисокою температурою, в той час як з травня по вересень дощів тут практично не буває. У високогір'ях влітку зрідка бувають дощі, а над снігової лінією навіть сніг. Таким чином, основну частину опадів складають тверді, внаслідок чого вже наприкінці весни тут встановлюється практично безхмарна погода, а влітку панує спека і посуха.
Сильна пересіченість гірського рельєфу призводить до появ місцевих вітрів, яким притаманна зміна напрямку в залежності від часу доби. Вночі вітри дують з гір у долини, а вдень маса повітря рухається з долин по схилах угору.

## Географія
Гісарський заповідник цілком лежить у межах Кашкадар'їнської області Республіки Узбекистан. Своєю північною частиною він прилягає до державного кордону між Узбекистаном і Таджикистаном, з півдня і південного сходу обмежений адміністративним кордоном між Кашкадар'їнською і Сурхандар'їнською областями. Східний кордон заповідника окреслюють вододільні хребти західної частини Гісарського хребта, зокрема, хребет (система) Байсунтау, найвища вершина якого — Ходжапір'ях (4425 м) — до заповідної території не входить. Західні кордони заповідника чітких фізичних меж не мають. Територія Гісарського заповідника носить кластерний характер, тобто складається з чотирьох просторово ізольованих ділянок — Гіланської, Міракинської, Танхаздар'їнської, Кизилсуської. Усі вони розосереджені між трьома районами області: Шахрисабзьким (50 892 га), Яккабазьким (16 002,1 га) і Камашинським (14 092 га). Безпосередньо до кордонів заповідника наближені 13 населених пунктів, в яких проживає 30 000 мешканців. Адміністрація природоохоронної установи знаходиться в місті Шахрисабз.

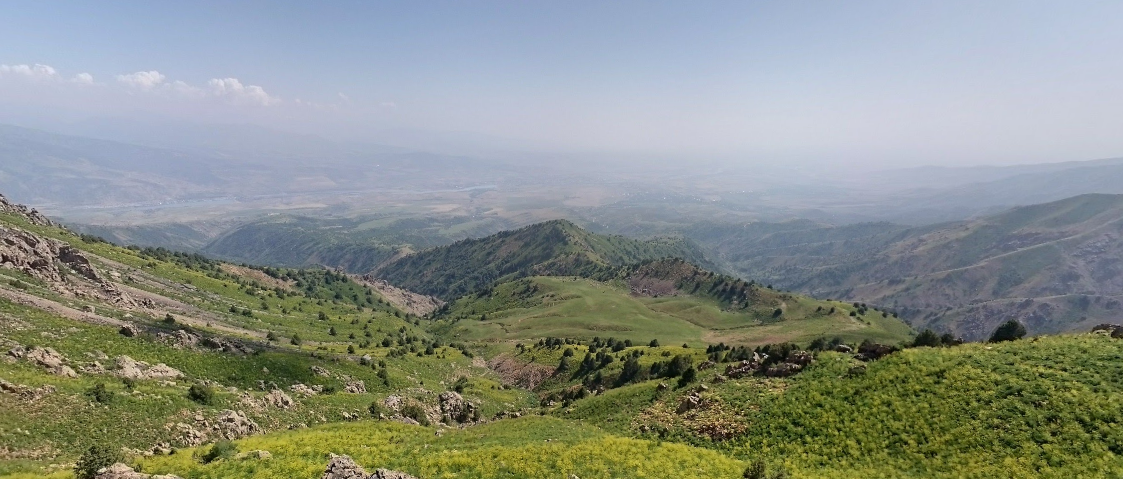
Панорама Гісарського хребта.

З фізико-географічної точки зору Гісарський заповідник розташований у Західному Паміро-Алаї, в межах гірської системи Гісаро-Алай, де він обіймає західні схили Гісарського хребта. Охоронювана територія простягається з півночі на південь на 90 км, а з заходу на схід — на 37 км. Усі заповідні ділянки лежать на висотах від 1750 до 4421 м, власне гірські вершини у заповіднику не нижчі за 2500 м. Найвища точка охоронюваної зони — безіменний пік у гірській системі Турткуйлик. Крім нього, вирізняються значною висотою гори Ходжакаршавар (4303 м) і Хазрет-Султан (4266 м). Особливість цієї території полягає в тому, що вона одночасно зазнає впливу вологих повітряних мас, що переміщуються з Північного Паміро-Алаю, і сухого повітря, яке надходить з пустель Турану.
Рельєф заповідної зони дуже складний. Основну частину заповідника займає гірський масив, що простягнувся в субмерідіанальному напрямку від вершини Хазрет-Султан до гори Ходжапір'ях. Масив глибоко прорізають долини великих річок: з півночі — Магіана (притоки Зарафшана), з заходу — Кашкадар'ї, з півдня — Каратага і Тупалангдар'ї (твірних Сурхандар'ї). На південний захід від гори Ходжапір'ях масив розпадається на хребти системи Байсунтау, що розходяться на кшталт віяла. Один з північних відрогів цієї системи, хребет Чакчар, разом із долиною річки Аксу окреслює масив останцевих гір. Їхні підніжжя сильно еродовані, схили складені відслоненнями вапняків, а вершини висотою понад 3000 м мають вигляд безлісих плато. В цих горах дуже розвинені карстові форми рельєфу: печери, колодязі, підземні порожнини тощо. За 50 км від північного кордону заповідника розташовані найбільші в Центральній Азії печерні системи хребта Киртау, в самому ж заповіднику до історичних і природних пам'яток відносять печери Аміра Тимура, Чильсим, Гул, Мансура, Угріні-зіндоні тощо. Ходи печери Чильсим при ширині 15—16 м сягають, за різними джерелами, 263—1000 м завдовжки, навесні та влітку до цієї порожнини з плато Кизилшавар просочується вода, яка у найбільш дощовий сезон утворює підземну річку. Печера Аміра Тимура сягає завдовжки 870 м, її ширина коливається від 7—10 до 100 м. В цій порожнині також є своя водойма — підземне озеро завширшки 50—60 м. Крім того, у долині Кизилшавар утворилися близько сотні безіменних карстових колодязів середньою глибиною 30—40 м, найбільш звивисті з цих порожнин мають протяжність до 1500 м.
На решті заповідної території переважають типово гляціальні ландшафти: круті піки тут чергуються з пологими перевалами, вкритими невеликими сніговими полями; нижче по схилах розвинені трогові долини з льодовиками, підперті моренами; на схилах значної крутизни часто утворюються кам'яні річки, причому вони переважають на схилах південної експозиції (як, наприклад, на горі Зохчахона). Також часто трапляються реліктові форми льодовикового рельєфу. До таких належать долини льодовиків, що відступили у минулі геологічні епохи, а зараз заповнені моренним матеріалом, а також невеликі льодовикові озера, що утворились внаслідок перекриття долин моренними валами.
Середньогір'я Гісарського заповідника обіймають висотний пояс від 1800 до 2200 м, вони відносно пологі, а тому придатні для землеробства. В історичному минулому ці землі були густо заселені та розорані, тепер на місці колишніх садів утворились лісосади і перелоги. Нижче цього поясу гірські річки часто утворюють вузькі каньйоноподібні долини, чиї стіни являють собою скелясті відслонення, осипи, завали. Особливо мальовничо в таких місцинах виглядають пістряві відслонення гіпсоносних порід — червоних пісковиків, глин, сланців. Однак більшість подібних ландшафтів розташовані за межами заповідної території.

## Гідрологія
Легкі кам'янисті і щебенисті ґрунти Гісарського заповідника погано утримують воду, що сприяло розвиткові на його теренах густої гідрографічної мережі. Заповідну територію дренують великі річки Аксу (Акдар'я), Ханакасу, Танхизидар'я, Кизилдар'я (Кизилсу), а у високогір'ях беруть початок ще 120 струмків. Три річки, що беруть початок на теренах Гісарського заповідника (Акдар'я, Танхизидар'я, Кизилдар'я), забезпечують потребу в питній воді шести районів Кашкадар'їнської області на 35—40 %.
Основне джерело води для Аксу — Тамшуш, що бере початок на висоті 3500 м на горі Хужакулбарс. Тамшуш вбирає в себе води 32 струмків, з яких найбільші Зардолісай, Кукошсай, Лайлокча, Майданак, Юртикалон. З Тамшушем і річкою Аксу напряму пов'язане водозабезпечення декількох сіл. Аксу також живить розташоване нижче Хісорацьке водосховище. 
Танхизидар'я вбирає води 27 приток, з яких найважливіші Отатуш, Улугдар'я, Чот, Худжагардон, Саритуз, Каранкул, Окдар'я, Кашакбулок беруть початок на висотах 2200—3500 м. Від Танхизидар'ї залежить водозабезпечення вісьмох сіл, її воду використовують як питну, а також у скотарстві, для зрошення ланів. 
Витік Кизилдар'ї лежить на висоті 4000—4300 м. Серед заповідних річок вона має найбільший водозбірний басейн (650 км²), до її найбільших приток належать такі річки, як Кизилбулок і Шилхазор. .
Перелічені високогірні річки мають льодовикове живлення, що позначається на їхньому гідрологічному режимі — у другій половині літа у зв'язку з інтенсивним таненням льодовиків на них спостерігають поводі. У середньогір'ї до цих водотоків долучаються малі річки і струмки з мішаним типом живлення. Вони часто беруть початок від напорних джерел, з'єднаних з підземними карстовими порожнинами. У середині літа деякі з малих джерел пересихають. Крім того, через недостатнє живлення частина джерел у середньогір'ї солоні.
Нерівномірний розподіл опадів по сезонах і велика крутизна схилів обумовлюють швидкий відтік великої маси води з гір, а це час від часу призводить до сходження селів у середньогір'ях. Крім того, значна крутизна схилів призводить до утворення численних водоспадів. З них найбільшою мальовничістю вирізняються три. Водоспад Сувтушар у течії однойменного струмка іноді називають Суттушар — «Молочний водоспад» — за красу струменів, що каскадом спадають з висоти 84 м. Він утворився на Міракинський ділянці в кам'янистому каньйоні, порослому арчею. Значно перевищує його потужний водоспад Ок-Камар на висоті 3200 м на плато Саритуз, що на Танхаздар'їнській ділянці. Однак Ок-Камар утворюється лише весняної пори, на піку танення снігів. Водоспад Хакизбурун на Кизилсуській ділянці хоча й має відносно невелику висоту (35 м), проте дуже мальовничий: у ньому два струмені води вириваються з вузьких отворів — недарма назва цієї природної пам'ятки перекладається як «Ніздря бика».
Крім рухомих водотоків, певну роль у гідрології заповідника відіграють озера. З 10 водойм цього типу 3 лежать на Гіланській ділянці, 3 — на Міракинській, 1 — на Танхаздар'їнській і 3 — на Кизилсуській. Як правило, озера Гісарського заповідника мають льодовикове живлення і утворилися в реліктових льодовикових долинах, перегороджених моренами. Серед водойм цього типу найбільш мальовничі озера Джанка.

## Геологія і ґрунти

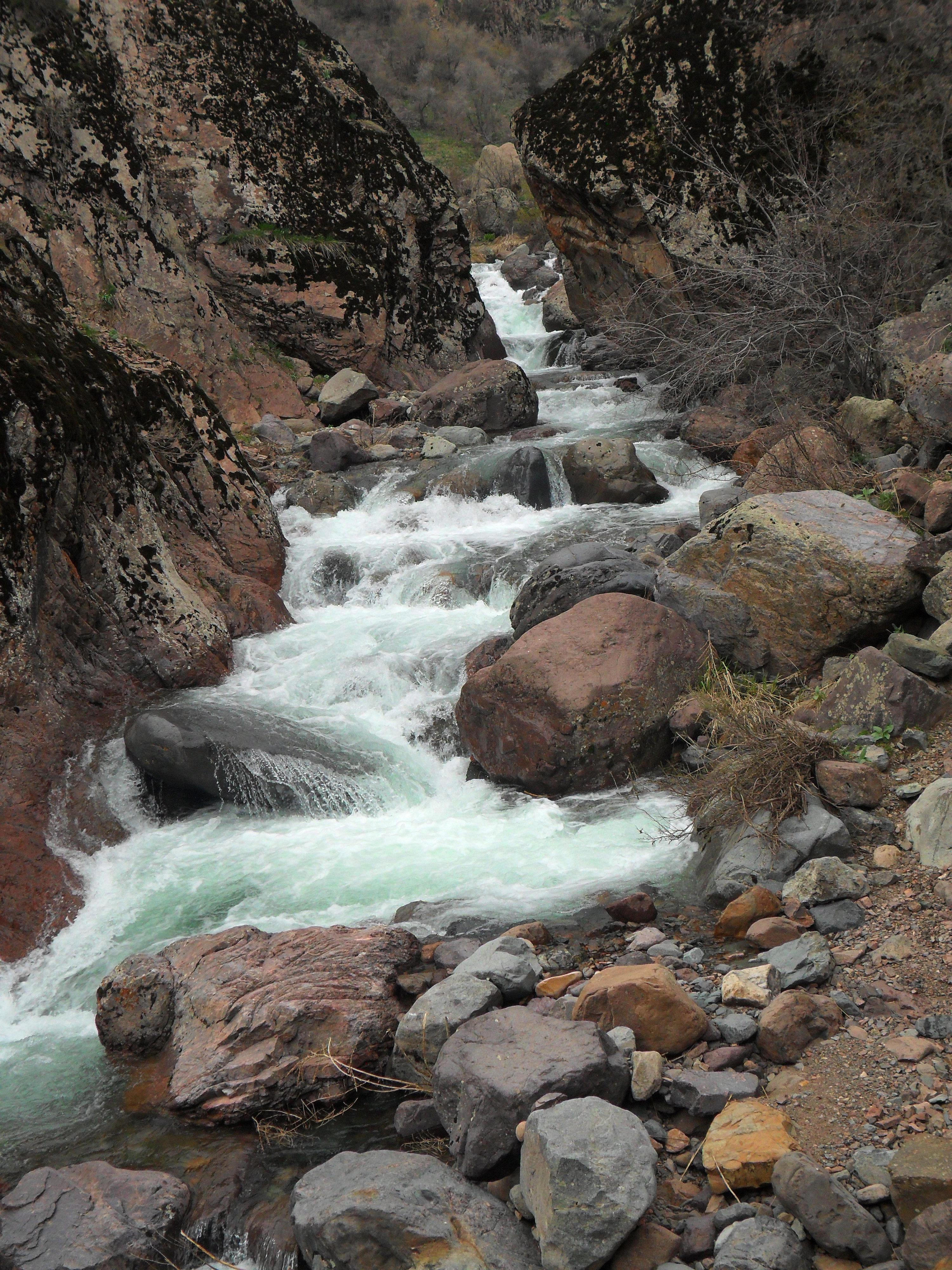
Для Гісарського заповідника характерні червоні гірські породи, як от на цій ділянці річища Кизилсу.

Усі гірські масиви на теренах Гісарського заповідника характеризуються вираженою ярусністю. Їхню основу становлять кристалічні метаморфічні породи нижнього і середнього протерозою, які перекривають вапняки силурійського і девонського періодів, у багатьох місцях розірвані гранітоїдними інтрузіями. Над цими двома ярусами розташований третій, складений вулканогенними і вулканогенно-осадовими породами кам'яновугільної системи. Вище їх змінюють вапняки, сланці та червоні пісковики мезозойської складчастості. Добре розвинені лесові та елювіальні відклади четвертинного періоду, які повністю перекривають корінні породи на пологих схилах. У долинах річок оголюються гірські породи найрізноманітнішого складу та віку.
Важливою для науки є геологічна пам'ятка в урочищі Калаї-шерон на Кизилсуській ділянці. Це блакитнуватого кольору кам'яниста вершина, на якій відкарбувався 31 відбиток лап динозаврів. Першовідкривач знахідки — московський геолог В. І. Рацек, який визначив вік слідів у 190—195 мільйонів років. Попри стародавність відбитки в сухому кліматі Гісара чудово збереглися.
Ґрунти Гісарського заповідника мало досліджені. У середньогір'ї переважають малопотужні різновиди коричневих і гірських лукостепових чорноземоподібних ґрунтів. Ґрунтовий покрив високогір'їв становлять гірські лучні та лукостепові ґрунти двох типів: автоморфні (малопотужні та зазвичай сильно кам'янисті) і гідроморфні, представлені більш потужними сазовими ґрунтами.
Складна геологічна будова сприяла розвитку в Гісарському заповіднику різноманітних ландшафтів. Основний з них — зарості чагарників і рідколісся з місцевих видів ялівцю, так звані арчівники. Цей ландшафт, притаманний лише Центральній Азії, займає 22 766,8 га заповідної площі. Крім арчівників в Гісарському заповіднику багато скелястих ділянок (30 238 га) і пасовищ (24 258,3 га). На льодовики припадає 3155 га, відносно невеликі ділянки зайняті болотами (461 га), річками і озерами (107 га).

## Флора
За геоботанічним районуванням територія Гісарського заповідника входить до Західно-Гісарського округу Афгано-Туркестанської провінції Ірано-Туранської області Давньосередземноморського підцартва. Заповідна флора типова для гір Центральної Азії, однак в охоронюваній зоні представлена лише рослинність середніх і високих гірських поясів. Загалом тут описано 910 видів вищих рослин, з яких 250 становлять лікарські та харчові рослини, 30 — рідкісні види, занесені до Червоної книги Узбекистану. Найширше представлені родини айстрових, бобових, капустяних, також у заповіднику багато тонконогових, окружкових, глухокропивових.

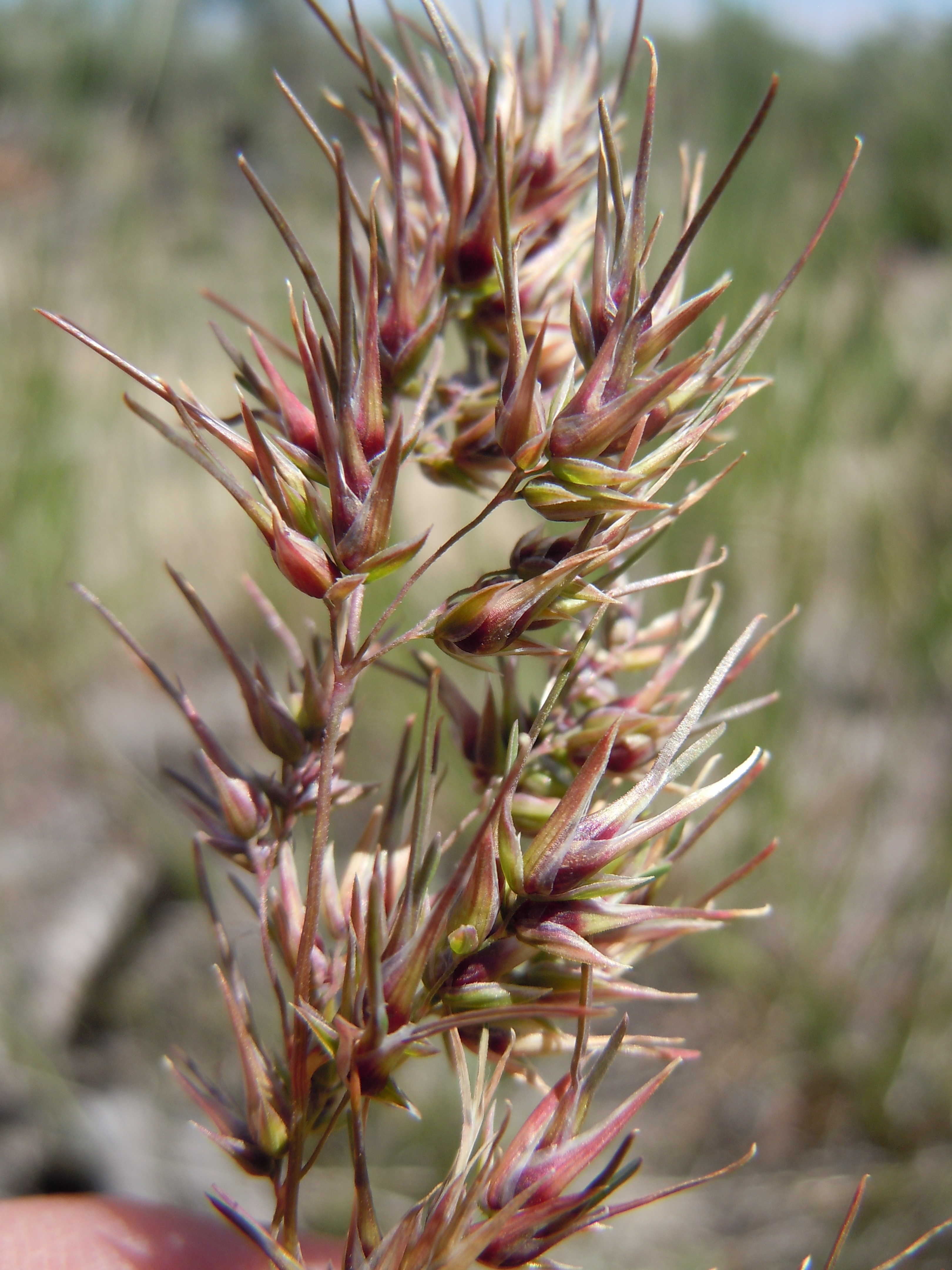
Тонконіг бульбистий утворює замість насіння бульбочки. Цей незвичний для злаків спосіб розмноження називають апоміксисом.

Рівнини Каршинського степу і низкогір'я в діапазоні від 500 до 950 м раніше займали савани, чий трав'яний покрив складали переважно посухостійкі ефемери та ефемероїди. В трав'яному покриві тут панували тонконіг бульбистий і осока Carex pachystylis, чагарники були практично відсутні. Домішками до панівних видів в цих фітоценозах виступали Cousinia resinosa, Iris songarica, Phlomis thapsoides, Stipa hohenackeriana, різноманітні полини тощо. Оскільки ці ділянки в сучасний історичний період перетворені на пасовища або ріллю, то єдиним притулком для зазначених рослинних угруповань стали круті схили біля кордону заповідника.
На висотах понад 950 м ці низькотравні угруповання змінюють високотравні напівсавани в яких вже чимало посухостійких чагарників. Вони підіймаються до рівня 1500—1800 м, отже в Гісарському заповіднику розвинені на прикордонних ділянках. Основу травостою в напівсаванах складають злаки з рихлими дернинами і довгими кореневищами (Elytrigia trichophora, ячмінь цибулястий), ефемероїди (Delphinium semibarbatum), представники високого різнотрав'я: у нижній смузі — Psoralea drupacea, рожа зморшкувата, вище — Prangos pabularia, оман високий, а на висотах понад 1400 м — Ferula kuhistanica. Серед них локальні зарості утворюють Artemisia tenuisecta і Phlomis thapsoides. Чагарники в напівсаванах завжди приурочені до річкових долин, тут густі зарості формують Amygdalus bucharica, Amygdalus spinosissima, Lonicera korolkowii, Rhamnus songorica, Rosa ecae, Rosa maracandica. В цих чагарях подекуди трапляються поодинокі деревця маслинки вузьколистої, фісташки справжньої, місцевого клену Acer pubescens і груші Pyrus regelii. Вище по долинах річок їх змінюють мезофільні дерева і чагарники: Cerasus erythrocarpa, Crataegus pontica, Lonicera nummulariifolia, різноманітні верби і шипшини з фрагментарними включеннями Fraxinus sogdiana, яблунь, аличі. Біля верхнього кордону низькогірного поясу скелі на межиріччях заселяють кущі Sageretia thea і каркасу кавказького, а також Astragalus tragacantha і Convolvulus olgae, що утворюють своєрідні колючі подушки.
Посухостійкі рослини гісарського низькогір'я
Природний кордон між середньо- і високогір'ями на висотах 1600—1800 м характеризується тим, що в цій смузі по найбільш зволожених ділянках у вузьких каньйонах або на північних схилах трапляються вибагливі до вологи горіх волоський, Acer turkestanicum, тополя таджикистанська (місцевий підвид Populus afghanica).

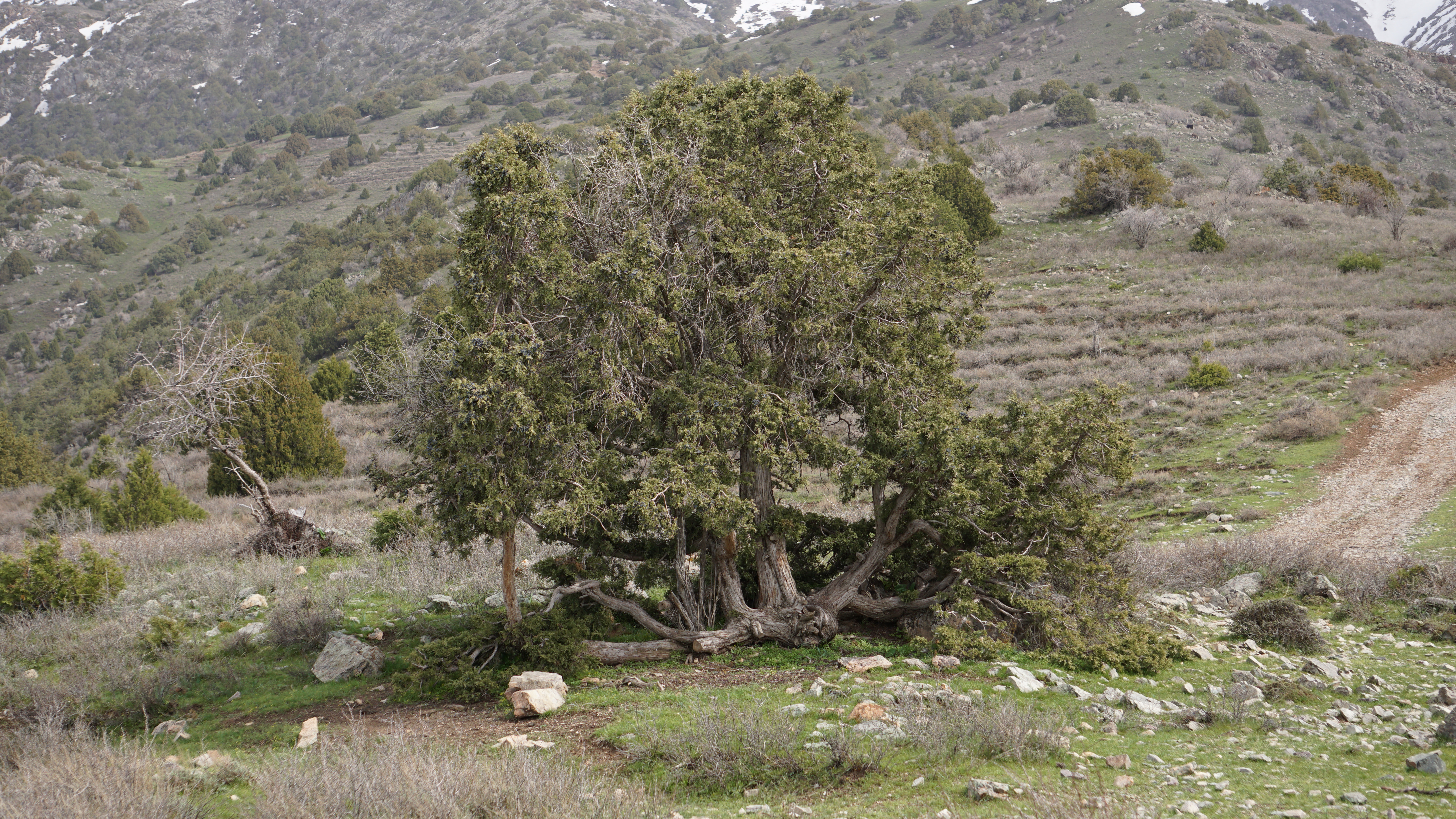
Стара арча у рідколіссі Гісарського хребта.

У висотному діапазоні 1800—2800 м лежить більша частина Гісарського заповідника, в ньому розвинуті найбільш характерні для Гісара рослинні угруповання — рідколісся з місцевих видів ялівцю («арчі»). До висоти 2400 м тут панує виключно Juniperus seravschanica, а вище до нього долучається Juniperus semiglobosa. На відміну від звичайного ялівцю обидва ці види — високі дерева з компактним густим гіллям. В залежності від флористичного складу супутників виділяють декілька різновидів арчівників. Біля нижнього кордону арчевого поясу поширені рідколісся з добре розвиненим чагарниковим ярусом, який становлять Acer turkestanicum, Amygdalus bucharica, Colutea paulsenii, Rhamnus songorica, Rosa ecae. У трав'яному покриві тут багато Carex turkestanica, Ferula kuhistanica, Elytrigia trichophora, Eremurus regelii, ячменю цибулястого, оману високого. На кам'янистих ділянках арчівники набувають петрофітного вигляду, коли в наземному покриві починають домінувати Hypericum scabrum, Scutellaria squarrosa, ревінь, ширяш Ольги, а домішками до них виступають Astragalus exasperatus, Ferula kokanica, Scabiosa songarica. Біля верхньої межі поясу гілля ялівцю майже змикається, на місці посухостійких чагарників з'являються Lonicera zaravschanica і Rosa fedtschenkoana. Трав'яний покрив має тут мозаїчний характер: на остепнених ділянках його формують костриця валіська з колючими астрагалами, на лукостепових — Aconogonon coriarium, Ligularia thomsonii, полин-естрагон, на лучних — Lophanthus schtschurowskianus, Poa litvinoviana, дзвоники купчасті, осока чорноколоса. Такі місцини прикрашають рослини з гарними квітами: Adonis turkestanica, Eremurus kaufmannii, Paeonia intermedia, Tulipa ingens і Tulipa fosteriana. Крім них виділяється місцева жимолость Lonicera nummulariifolia, яка у цьому поясі досягає висоти 5—6 м. Це деревце привертає увагу білосніжними квітами і незвичайними ягодами, схожими на білий аґрус.

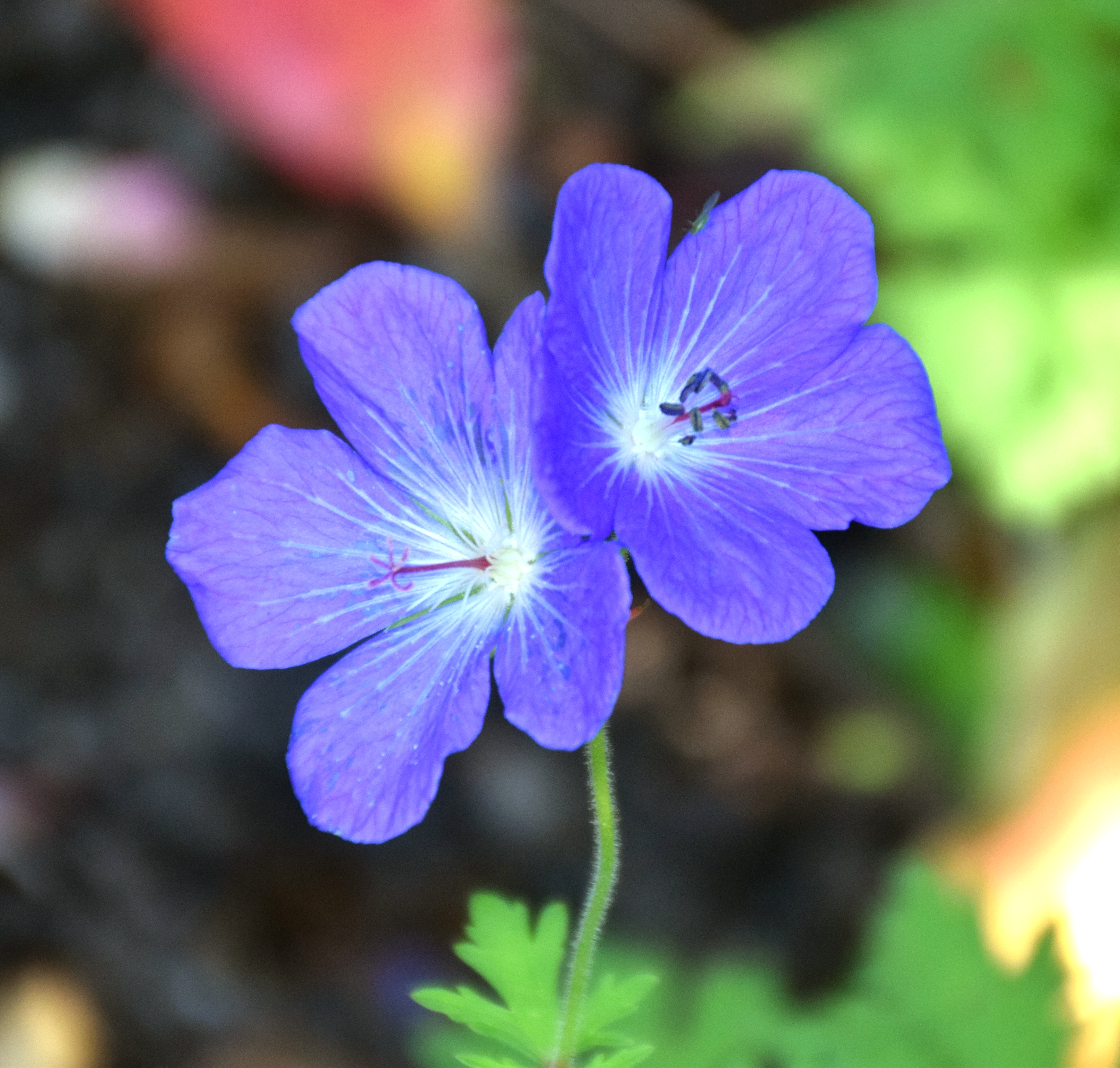
Geranium himalayense прикрашає альпійські луки.

Вище арчівників у діапазоні 2700—3450 м розташовані невеликі за площею ділянки високогірних степів. В них трав'яних покрив складають місцеві види костриці, тонконога, колючі астрагали (Astragalus holopterus, Astragalus rubescens), акантолімони (Acantholimon erythraeum, Acantholimon hissaricum, Acantholimon parviflorum) і еспарцет (Onobrychis echidna), а також різноманітні кузінії (Cousinia newesskiana, Cousinia trichophora, Cousinia verticillaris). Вологі ділянки цього поясу заселили Bromopsis paulsenii, Delphinium oreophilum, Geranium himalayense, Lindelofia olgae.
У діапазоні 3300—3450 м на ділянках, не зайнятих степами і наближених до країв льодовиків, розвинута типова субнівальна рослинність. Фітоценози тут вкрай бідні та нестійкі за флористичним складом. Найчастіше на осипах і кам'янистих вершинах розвиваються пусткові угруповання за участю горобинців і кобрезій. Подекуди серед голого каміння трапляються ендемічний Cynoglossum seravschanicum, великі подушки рожево-бузкових Paraquilegia, оригінальні пухирчасті грона Didymophysa fedtschenkoana, незвичайні металево-блискучі листки Cysticorydalis fedtschenkoana і яскраві плями крупок, суредьок, невролом. Крім них для субнівального поясу характерні сази — осоково-мохові угруповання, однак вони займають дуже незначні площі. В сазах свій набір рослинних прикрас: тут часто синіють плями Delphinium oreophilum і Geranium himalayense, височіють білі суцвіття Aconitum seravschanicum і ніжно-бузкові квіти Trollius lilacinus. З усіх рослин Гісарського заповідника найвище, практично до лінії вічних снігів, підіймається скромна рослина Smelowskia calycina.

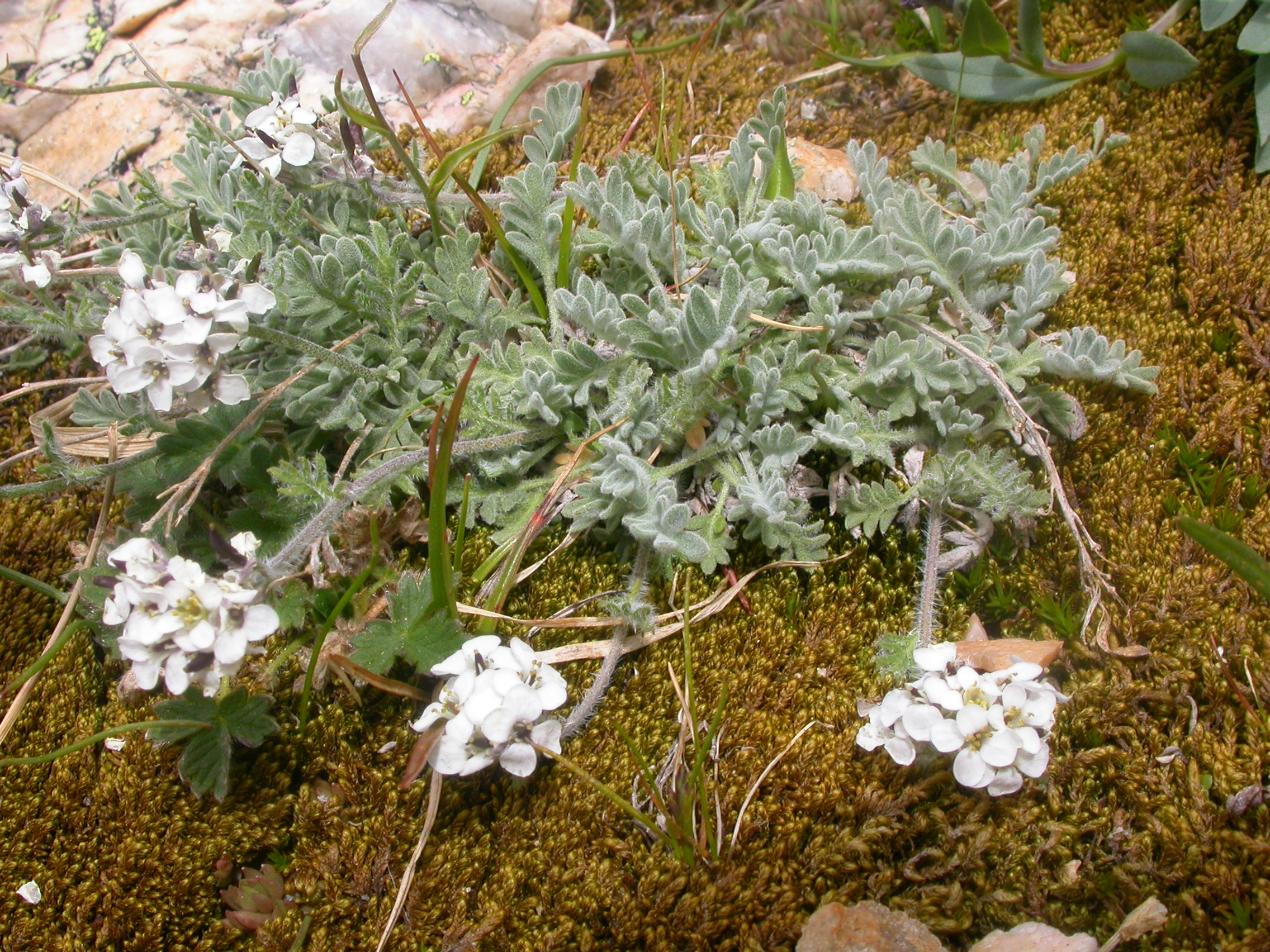
Найвисокогірніша серед заповідних рослин Smelowskia calycina.

В Гісарському заповіднику є групи рослин, чиї представники не відіграють помітної ролі в біоценозах, однак становлять науковий інтерес. Наприклад, широко представлені астрагали, з 70 видів яких 6 належать до ендеміків Гісаро-Алаю, а 3 взагалі за межами заповідника ніде не знайдені. Зокрема, Astragalus butkovii населяє тільки Ташкурган, Astragalus subinduratus знайдений лише у верхів'ях Аксу і Танхаздар'ї, Astragalus komarovii також описаний з верхів'їв Аксу і занесений до Червоної книги Узбекистану. Другий великий за обсягом рід рослин — кузинії, яких у Гісарському заповіднику описано 30 видів, з них ареали Cousinia newesskiana, Cousinia subcandicans не виходять за межі охоронюваної зони. З 20 видів цибулі, зареєстрованих у Гісарському заповіднику, 3 ендемічні для Гісаро-Алаю, особливо нечисельні Allium grande і Allium clausum. До переліку вузьких ендеміків заповідника слід додати червонокнижний Cicer incanum, Potentilla mollissima (з верхів'їв Аксу), Oxytropis aspera (з верхів'їв Танхаздар'ї). Взагалі рівень ендемізму на теренах Гісарського заповідника дуже високий: в його кордонах виявлено 80 видів ендеміків Паміро-Алаю.
Окремої згадки заслуговують нетипові для природних біоценозів рослини, що являють собою залишки занедбаних культурних насаджень. До таких належать великоплодий різновид маслинки вузьколистої, берест, горіх волоський, тополя біла, шовковиця біла. У заповіднику ці види натуралізувались, а горіх і тополя навіть самостійно розповсюджуються по долинах річок. Попри їхнє інвазивне походження ці рослини повністю вписались у місцеві екосистеми і стали невід'ємною часткою заповідних краєвидів. На противагу їм деякі дикі плодові дерева (горобина туркестанська, груша Регеля, яблуня Сіверса) у Гісарському заповіднику рідкісні.
Плодові дерева Гісарського заповідника

## Фауна
Фауна Гісарського заповідника включає ссавців 32 види, птахів — 215, плазунів і земноводних разом узятих — 19 видів, риб — 2, безхребетних 950 видів. З числа цих тварин 10 видів ссавців, 17 видів птахів, 1 вид риб та 6 видів комах занесені до Червоної книги Узбекистану, 5 видів — до Червоного списку Міжнародного союзу охорони природи. Тваринний світ заповідника складається з палеарктичних, автохтонних давньосередземноморських та ірано-туранських видів з елементами індо-гімалайської та східноазійської фауни. Для безхребетних заповідної зони характерний високий рівень ендемізму.

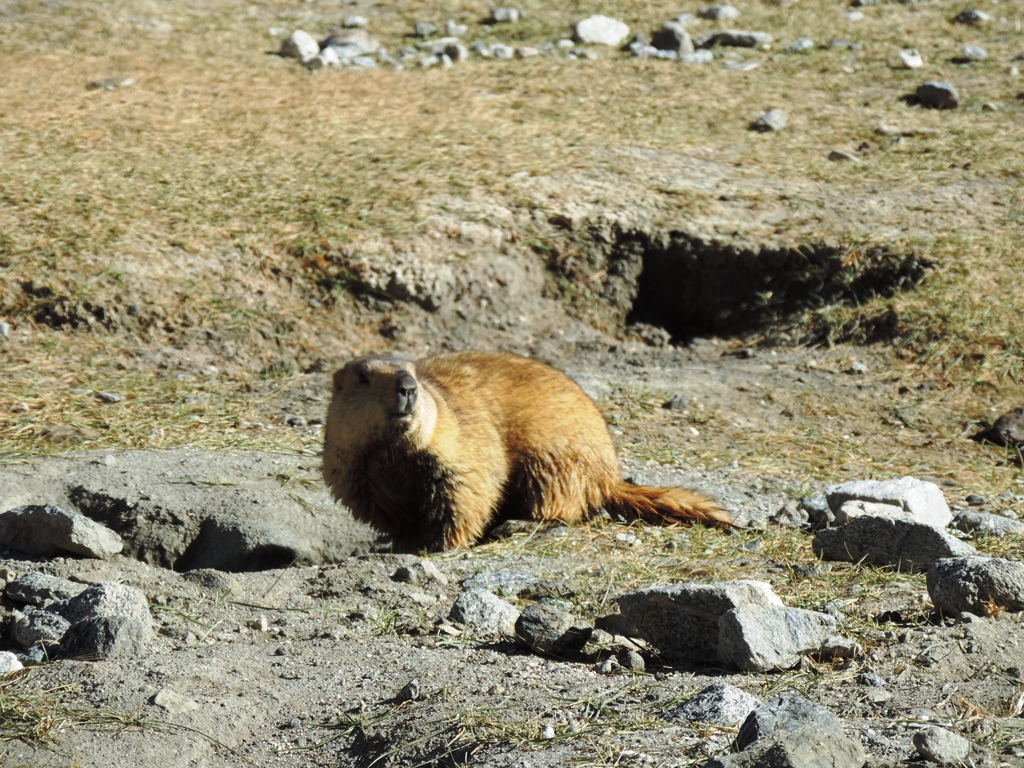
Бабак Marmota caudata.

Ряд комахоїдних у заповіднику недостатньо досліджений. З цих тварин найбільш помітні мешканці відкритих стацій — землерийки Crocidura pamirensis та їжачки вухаті. Кажанів на заповідній території описано 7 видів, з них нетопир карлик належить до фонових тварин, а червонокнижні Otonycteris hemprichii, підковики великий і малий менш чисельні. Різноманіття гризунів у Гісарському заповіднику відносно невелике, що обумовлено низькою продуктивністю посухостійкої високогірної рослинності. З 10 видів цих тварин на безлісих просторах у заростях колючих астрагалів звичайна полівка Microtus gregalis, у поясі рідколісь — пацюк туркестанський, соня лісова і ховрах тянь-шанський. Лише у нижньому поясі гір відмічений їжатець індійський. Натомість високогір'я — царина бабаків Marmota caudata. Ці соціальні гризуни воліють облаштовувати свої нори серед каміння і заростей стелюхової арчі. Загальна чисельність бабаків у заповіднику становить 3700—3800 особин. Їхніми сусідами виступають дрібні представники ряду зайцеподібних — пискухи туркестанські. Крім них із числа зайцеподібних в охоронюваній зоні мешкає також заєць-толай, однак він полюбляє ялівцеві рідколісся на менших висотах.

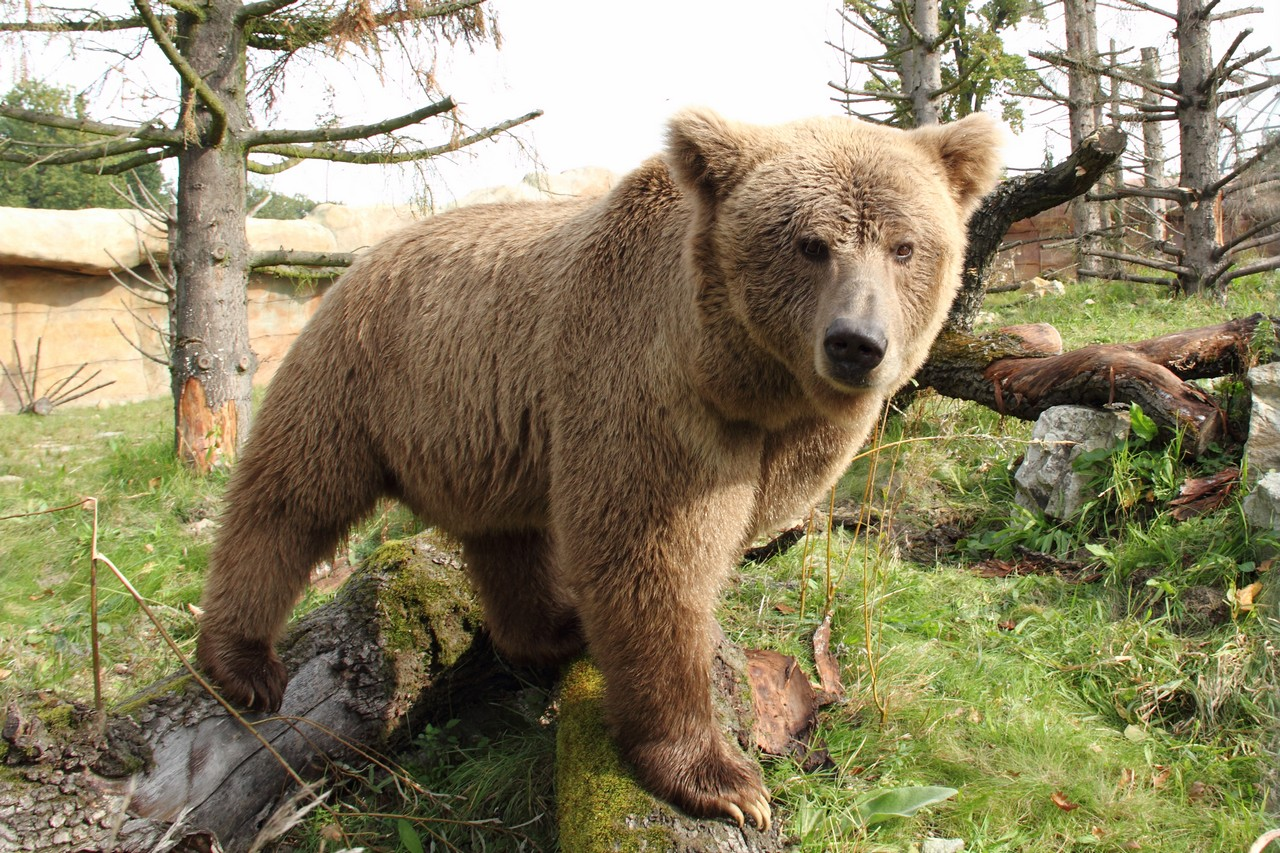
Тянь-шанський ведмідь.

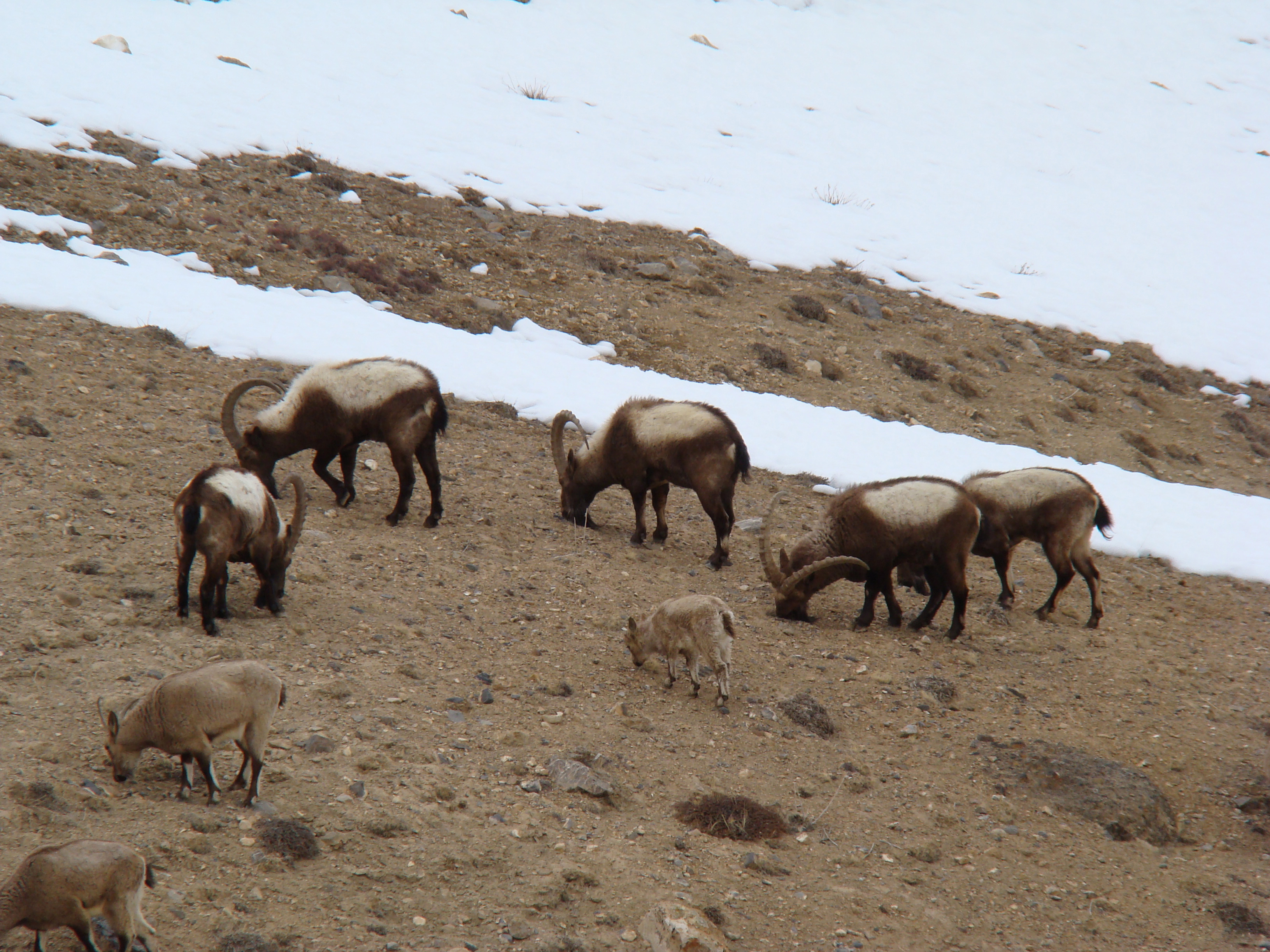
Сибірські козли на гірському пасовищі.

Хижі звірі в Гісарському заповіднику різноманітні, причому частина з них представлена місцевими підвидами. Більшість куницевих — борсук, ласиця мала, горностай, куниця кам'яна — заселили арчівники. По долина великих річок Аксу, Танхаздар'я, Кизилсу мешкають річкові видри середньоазійського підвиду. Популяція цих червонокнижних тварин налічує 25—30 особин. У степах зрідка трапляється перегузня. Найбільший хижак заповідника — ведмідь бурий, репрезентований тянь-шанським підвидом з характерним світло-бурим забарвленням хутра. Цей звір тримається у середніх і високих поясах гір подалі від людського житла. Його популяція в минулому була в загрозливому стані, а зараз процвітає. Вельми чисельні й псові. На теренах охоронюваної території звичайні вовки і лисиці середньоазійського підвиду, що відрізняються від лісових особин світлим сірувато-жовтим хутром (так звані караганки). Перелік хижаків завершують два раритетних представника котячих. Занесена до Червоної книги Узбекистану туркестанська рись мешкає в арчівниках і листяних лісах по долинах річок. В горах вона підіймається до рівня альпійських лук. Чисельність цього звіра сягає 138 особин, тобто популяція перебуває в доброму стані. На противагу їй сніговий барс в Гісарському заповіднику рідкісний навіть не зважаючи на велику кормову базу. Збільшенню чисельності цього хижака перешкоджає браконьєрство за межами охоронюваної зони, а також загальне скорочення придатних для його проживання біотопів. Барси на заповідній території трапляються на висотах від 2200 до 4300 м, їхня популяція стабільна і має тенденцію до дуже повільного зростання.
Копитні у Гісарському заповіднику представлені лишень двома видами — кабаном і козлом сибірським, однак обидва дуже чисельні. Дикі свині приурочені до більш пологих заліснених схилів, заростей у долинах річок, чисельність цих тварин стабільно тримається на рівні 450—500 голів. Для проживання козлів у заповіднику більше підхожих стацій, а тому їхня популяція сягає 2950—3000 особин. Благополуччя цих копитних — важлива запорука для збільшення чисельності снігових барсів як виду, що знаходиться на межі зникнення у дикій природі.

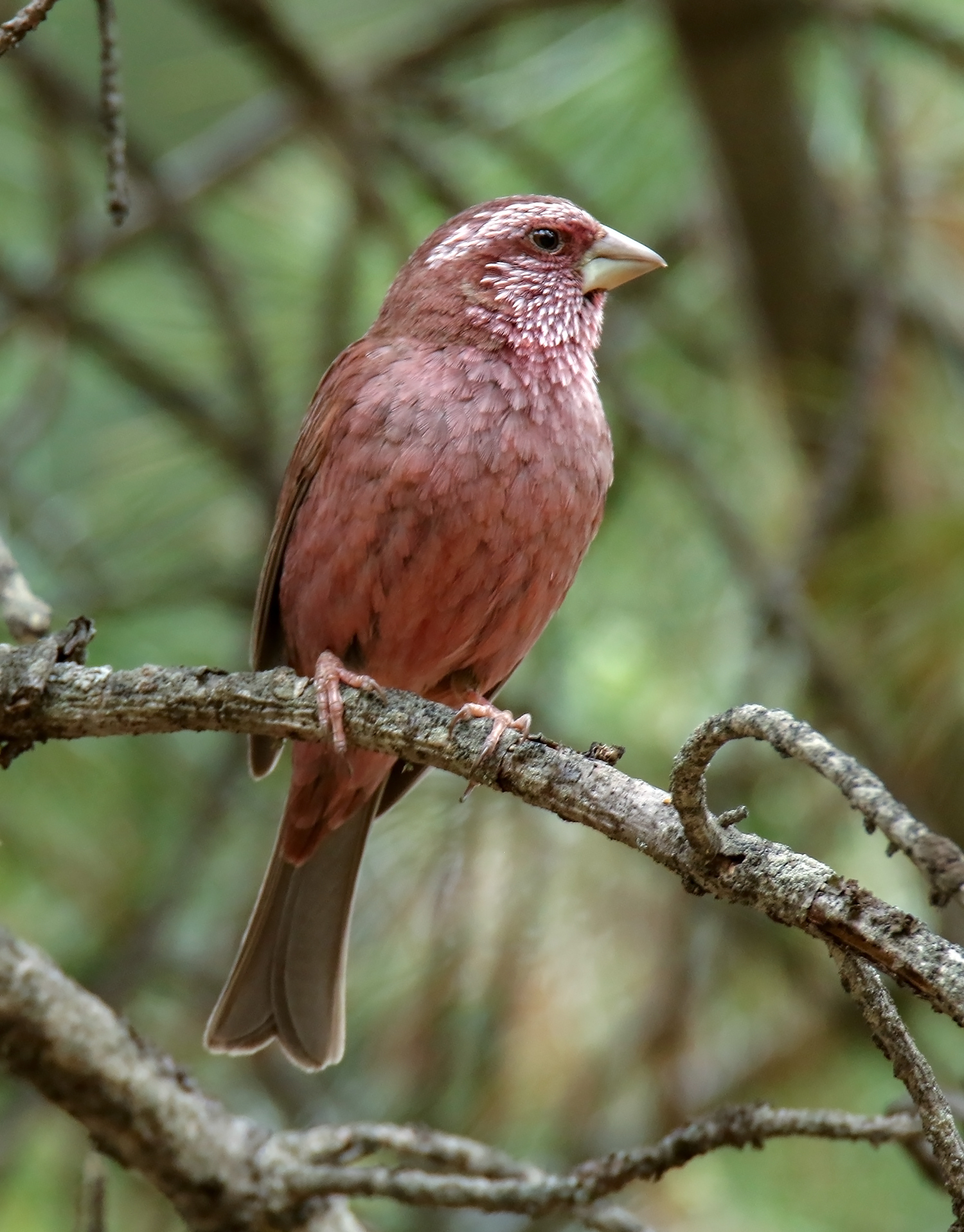
Самець Carpodacus rhodochlamys.

З 215 видів пернатих Гісарського заповідника 110 — осілі, а 115 — перелітні. У низькогірній частині заповідної території основу пташиного населення в сухих біотопах складають Lanius schach, горобець чорногрудий, жайворонок рогатий, дрімлюга, одуд, сиворакша, сорокопуд сірий. По долинах річок в цьому поясі поширені Emberiza bruniceps, бджолоїдка звичайна, вивільга індійська, майна індійська, соловейко південний. Безпосередньо біля води гніздуються пронурки звичайні та бурі, ластівка берегова, ремез, з коловодних птахів тут зрідка селяться кулики, а от водоплавних у Гісарському заповіднику немає зовсім. Фауна долинних пернатих набуває особливих рис у верхів'ях Аксу, де чисельні яскраві великі аренги, рибалочки, монархи-довгохвости азійські. В арчівниках орнітофауна зовсім інакша. Тут домінують Emberiza stewarti, Phoenicurus coeruleocephala, вівчарик зелений, підкоришник гімалайський, припутень, синиця велика, чечевиці звичайна і велика. Також у ялівцевих рідколіссях багато птахів, екологічно пов'язаних з хвойними деревами. До таких відносять Carpodacus rhodochlamys, кострубу арчеву і дятла білокрилого, причому останній вид також активно заселяє лісосади з фруктовими і горіховими деревами. Холодні високогір'я не надто приваблюють пернатих, але і тут є свої специфічні види птахів. Господарюють на альпійських луках зграйки Montifringilla nivalis і тинівок гімалайських, також до висотного поясу тяжіють голуби сизий і скельний, горлиці звичайна та мала, галки альпійська і червонодзьоба.

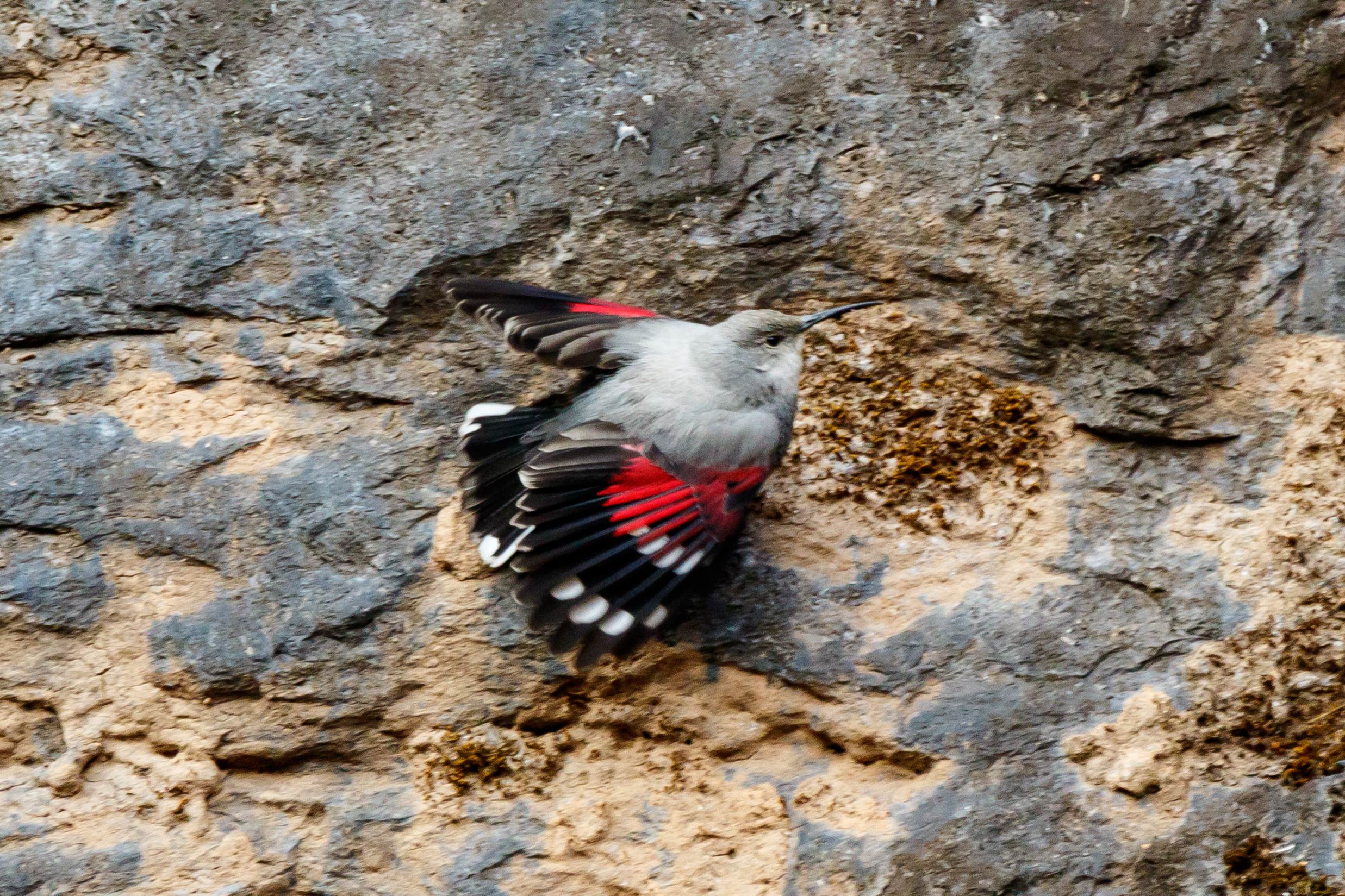
Стінолаз в пошуках корму.

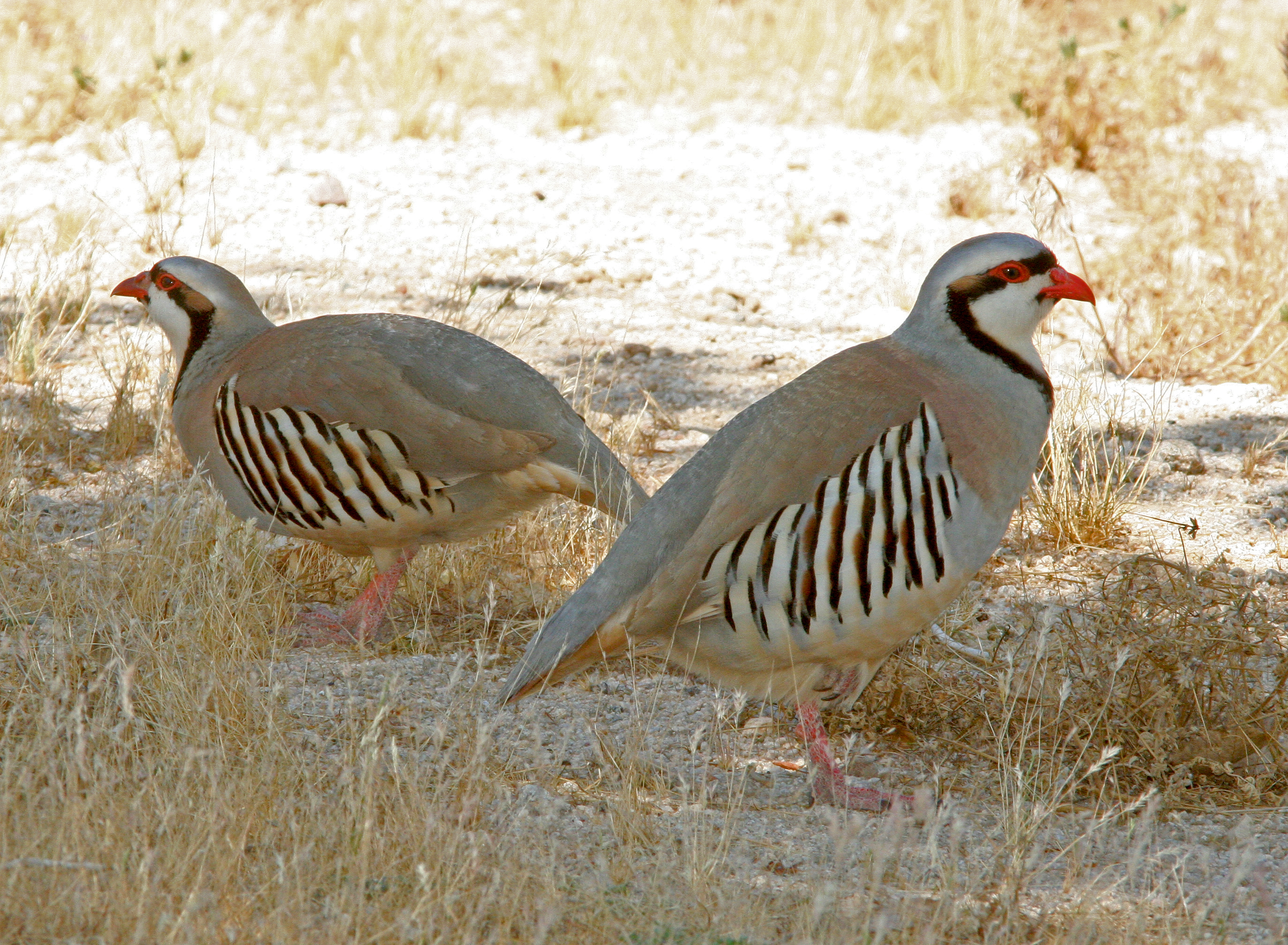
Кеклики азійські.

В Гісарському заповіднику чимало птахів, не приурочених до певного висотного поясу, а пов'язаних з якимись інтразональними біотопами. Так, в усіх поясах трапляються зозуля звичайна, ворона чорна, крук, сорока звичайна. Незалежно від висоти, але тільки серед скель можна зустріти повзика скельного, кам'янок лису і чорну, стінолаза. До любителів скель належить і наймасовіший птах Гісарського заповідника — кеклик азійський, чия популяція в охоронюваній зоні налічує понад 38 000 особин. А от найближчі родичі кеклика, куріпка пустельна і улар гімалайський, віддають перевагу просторово віддаленим зонам. Куріпка селиться у відкритих степах і чагарникових заростях низькогір'я, улар же, навпаки, не покидає кам'янистих пусток альпійської зони.
Схожим чином розподіляються і хижі птахи. Частина цих видів, як от пугач, сич хатній, сова вухата, совка, яструб малий тяжіють до смуги арчівників, однак можуть залітати і до низькогірних ділянок. Переважно у степах і посушливих чагарниках полюють боривітер степовий, канюк степовий, орел-карлик яструбиний. До менш чисельних мешканців відкритих просторів слід зарахувати балабана, сапсана, орла-могильника (останній трапляється здебільшого на прольотах). Виключно біля водойм мешкає любитель риби орлан-довгохвіст. А от такий великий хижак як беркут трапляється під час полювання в усіх висотних поясах. Перелік хижих пернатих завершують спеціалізовані падальники — гриф чорний, кумай, сип білоголовий, стерв'ятник, ягнятник. Всі вони взяті під охорону як види, що стрімко скорочують свою чисельність у природі через брак придатних для гніздування місць і відсутність кормової бази. А в Гісарському заповіднику з його чисельними стадами копитних і різноманітними наземними хижаками ці птахи завжди забезпечені їжею. Найчастіше спостерігати за їхнім величним польотом можна біля самих вершин. З падальників у заповіднику найбільш велика популяція чорних грифів, занесених до Червоного списку Міжнародного союзу охорони природи: в охоронюваній зоні постійно мешкає близько 40 особин цього виду.

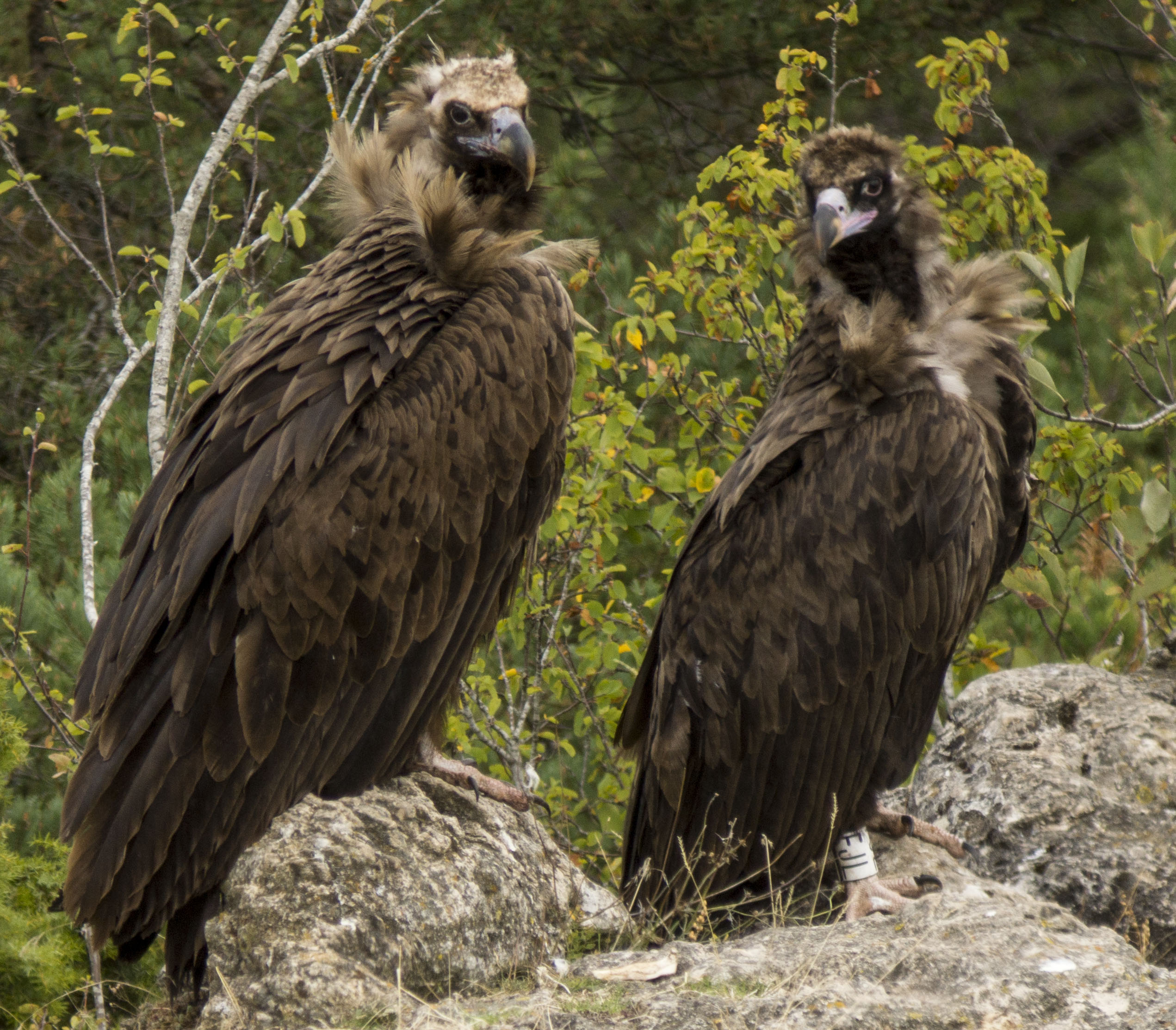
Чорні грифи.

Як і багатьом теплим регіонам, Гісарському заповіднику притаманна багата герпетофауна. Найбільш чисельні в заповідній зоні безногі ящірки Ablepharus pannonicus і жовтопузик, а також рухлива агама туркестанська. У нижньому поясі гір крім них багато геконів. Більша частина поширених у заповіднику змій (вуж водяний, гюрза, кобра середньоазійська, полози візерунковий і червоносмугий, сліпун червеподібний) так само тяжіє до нижнього поясу. До високогір'я приурочений щитомордник звичайний, на альпійських остепнених луках зрідка трапляються великі полози жовточереві. На противагу плазунам земноводних в заповіднику зовсім мало, що обумовлено нестійким гідрологічним режимом більшості теплих водойм. Єдиний вид цих тварин, який можна назвати звичайним, — ропуха зелена. Жаба озерна знайдена тільки нижче Ташкургана. Дослідження іхтіофауни виявили мале різноманіття риб у Гісарському заповіднику. За різними джерелами тут мешкає 2—3 види. В усіх водоймах звичайний Schizothorax intermedius, натомість, малочисельний занесений до Червоної книги Узбекистану пструг амудар'їнський. Тільки у річках Кизилдар'я і Ханакасу відомий Nemacheilus malapterurus.

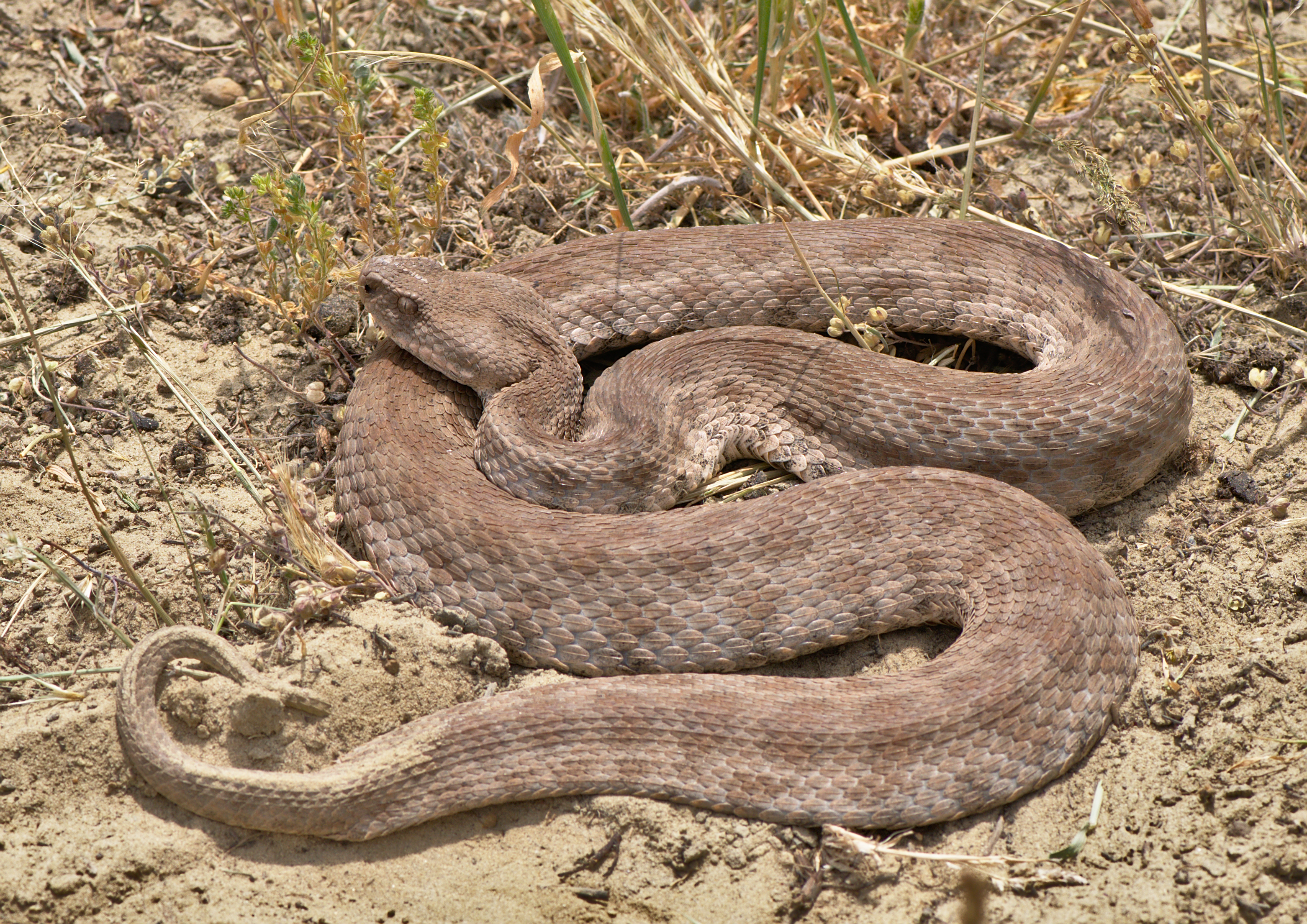
Гюрза.

Фауна безхребетних Гісарського заповідника досліджена не повністю, але навіть попередня інвентаризація свідчить про її багатство. За прогнозами тут може жити до 3000 видів безхребетних. Достовірно встановлено місцезнаходження на заповідній території 950 видів, які належать до 143 родин 20 рядів. З комах найбільш різноманітні прямокрилі, твердокрилі і перетинчастокрилі. Менш різноманітні, але багаточисельні двокрилі. Прямокрилі представлені здебільшого сарановими. Серед твердокрилих превалюють жуки-хижаки, листоїди, туруни, чорнотілки, причому в цих систематичних групах спостерігають високий рівень ендемізму. Більшість виявлених у заповіднику ендеміків приурочені до відрогів Кугітангтау. Вельми різноманітні перетинчастокрилі, серед яких лише мурах налічують понад 20 видів. Також в охоронюваній зоні чисельні бджоли, джмелі, одиночні та колоніальні оси. Серед двокрилих домінують паразитичні кровосисні види: комарі, москіти, ґедзі, мошки. Лускокрилі комахи в Гісарському заповіднику цікаві, перш за все, метеликами альпійської зони, серед яких є рідкісні, наприклад, аполлон дельфійський.

## Стан екосистем
Терени Гісарського заповідника населені щонайменше з доби Середньовіччя, про це свідчать деякі з історичних пам'яток, розташовані в охоронюваній зоні. Показово, що заселення людьми Західного Гісару супроводжувалось активним втручанням в місцеві екосистеми, яке призвело до глибоких, подекуди незворотних зрушень у місцевій природі. В першу чергу, це стосується масштабного знеліснення, якого зазнали низкогір'я і, частково, середньогір'я. Більшість кленових і арчевих лісів у цих зонах були заміщені степами, але й вони проіснували недовго. Через стрімкий розвиток сільського господарства скотарство швидко було витіснене рослинництвом. Так на місці степів з'явились рілля і сади, а степові угруповання рослин знайшли прихисток на невеликих за площею ділянках крутих схилів, непридатних для обробітку. Навіть після встановлення заповідного режиму в 1983 році частина заповідної території навколо високогірних сіл все ще розорюється. Колишні сади перетворились на здичавілі лісосади. На відміну від відкритих ценозів вони більш придатні для проживання диких тварин, особливо птахів, лісових сонь тощо. Спотворені фітоценози применшують біологічну репрезентативність Гісарського заповідника, однак підвищують його наукову цінність в плані спостережень за відновлювальною сукцесією.

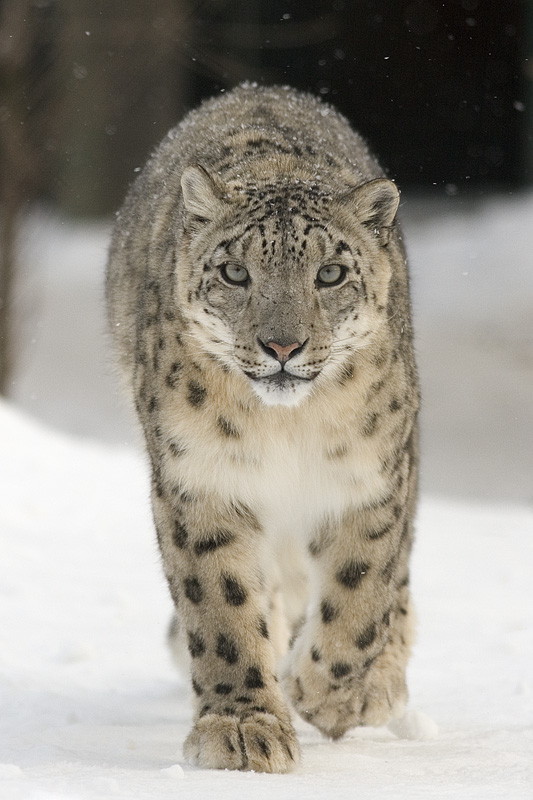
Сніговий барс — головний об'єкт охорони в Гісарському заповіднику.

У XXI столітті охоронний режим на заповідній території порушують місцеві скотарі, що випасають на високогірних пасовищах тисячні гурти овець. Іншим негативним проявом антропогенного впливу на гісарську природу став туризм. Його активний розвиток почався в другій половині XX століття, а руйнівні наслідки стали помітні у 2010-х роках. Навколо природних та історичних пам'яток заповідника накопичилось сміття, певної деградації зазнали печери. Задля збереження заповідної природи у період з 2015 по 2018 рік у Гісарському заповіднику діяла сувора заборона на відвідання туристами охоронюваної зони. У 2020 році гостроту проблеми частково зняли наданням заповіднику додаткової охоронної зони навколо цих пам'яток.
Водночас, працівники Гісарського заповідника досягли значних успіхів в охороні рідкісних видів великих ссавців і птахів. Наприклад, чисельність тяньшанських ведмедів на момент заповідання не перевищувала 35 особин, станом на 2020 рік у заповіднику мешкає 157—165 цих звірів. Густина популяції рисі у 1980-х роках не перевищувала 2 особин на 100 км² (отже близько 14—15 особин на весь заповідник), через 40 років вона зросла до 138 тварин. Надзвичайно великий ріст чисельності продемонстрували сибірські козли, популяція яких за цей же термін збільшилась зі 150—175 голів до майже 3000. На тлі цих успіхів відносно скромно виглядає ріст чисельності снігового барса (з 5—10 особин у 1980-х роках до 22—24 у 2020 році), однак ця велика кішка значною мірою залежить від охоронних заходів на сусідніх територіях.

## Наукова діяльність
За 40 років існування Гісарського заповідника в ньому виконаний великий обсяг наукової роботи: ретельно досліджені окремі групи рослин і тварин, перш за все, охоронювані види, проведена інвентаризація флори судинних рослин і фауни хребетних тварин, складені картограми рослинності. Результати досліджень науковці природоохоронної установи публікують у щорічних збірках, наприклад, в «Календарі природи». У цій царині вони активно співпрацюють з дослідниками Інституту генофонду рослинного і тваринного світу Академії наук Узбекистану, науковцями Національного університету Узбекистану, Самаркандського і Каршинського державних університетів. Крім того, в заповіднику започаткована повномасштабна програма фенологічних спостережень. Деякі з печер Гісарського заповідника досліджувались українськими спелеологами з Київського, Тернопільського і Чортківського спелеоклубів, зокрема, у 1981 році ними була відкрита Гісарська печера.
Разом з тим, об'єм виконаних досліджень далеко не повний. У Гісарському заповіднику не вивчали нижчі групи рослин (мохи, лишайники, папороті) і гриби, серед яких прогнозують наявність кількох вузьких ендеміків. Не завершена інвентаризація безхребетних. За попередніми оцінками, повна інвентаризація може виявити у заповіднику близько 3000 видів безхребетних і 2000—2500 видів рослин. Детального картографування потребує ґрунтовий покрив охоронюваної зони. Існує потреба у визначенні буферної зони навколо кордонів заповідника.

## Культурна спадщина і туризм
Терени Гісарського заповідника розташовані в регіоні, здавна населеному тюркськими народами. Місто Шахрисабз, що лежить неподалік від його кордонів, 2700 років тому було засноване під назвою Кеш. Історики Середньовіччя описують його як визначний центр тогочасного політичного, релігійного і культурного життя тюрків-огузів. Саме з Кешем пов'язаний ранній етап життя всесвітньо відомого тюркського полководця Тимура (Тамерлана). В самому заповіднику є декілька історичних пам'яток XIV—XV століть. Найбільш знана серед них — печера Аміра Тимура (печера Тамерлана, Амір-Тимур-Курагоні). В цій підземній порожнині протяжністю 870 м молодий Тимур набирав бранців до лав свого війська, збираючись у похід на Самарканд, в ній бере початок майбутня бойова слава цього завойовника. Втім, археологічні дослідження виявили, що не він був її першовідкривачем. В печері знайдені залишки тварин і бойові знаряддя кам'яної доби. Крім історичної минувшини ця підземна порожнина приваблює туристів ще й геологічними принадами: у ній можна побачити велике озеро, різнокольорові стіни, складені пістрявими гірськими породами, а також великі сталактити.
Ще дві історичні пам'ятки знаходяться на Гіланській (за 25 км від села Куль) і Танхаздар'їнській (в урочищі Чот) ділянках заповідника. Перша — пов'язана з життям Ахмада аль-Ясаві, друга — з життям Ходжі Пір-Піра (Бовурчі-ота). Обидва знані як видатні богослови і суфійські містики, до священних гір, пов'язаних з їхнім життям, організовують паломництва. Крім історичних пам'яток, у Гісарському заповіднику є ряд природних. Це водоспад Сувтушар, гірські озера Джанка, скам'янілі сліди динозаврів на вершині Каласай, високогірне плато Ходжакаршавар, карстове плато Кизилшавар, Каласайський і Зармаський каньйони, льодовик Сєверцова. На додачу мальовничі краєвиди відкриваються з багатьох точок заповідника та його найближчих околиць — вершин Ходжапір'ях і Ходжаакчабурун, літніх пасовищ Кизилгаза, околиць сіл Куль, Зармас, Гілан. Оскільки Гісарський заповідник лежить у прикордонній зоні, то для його відвідин потрібен спеціальний дозвіл від прикордонної служби Узбекистану.
У 2015 році пошта Узбекистану випустила пам'ятну серію марок із зображенням тварин Гісарського заповідника.